# Patty Gurdy/Diskografie
Diese Diskografie ist eine Übersicht über die musikalischen Werke der deutschen Drehleierspielerin und Folkmusikerin Patty Gurdy.

## Alben

### Studioalben
| Jahr | Titel Musiklabel          | Anmerkungen                              |
| ---- | ------------------------- | ---------------------------------------- |
| 2019 | Pest & Power Selbstverlag | Erstveröffentlichung: 27. September 2019 |
| 2024 | Tavern Selbstverlag       | Erstveröffentlichung: 22. November 2024  |

### EPs
| Jahr | Titel Musiklabel               | Anmerkungen                             |
| ---- | ------------------------------ | --------------------------------------- |
| 2018 | Shapes & Patterns Selbstverlag | Erstveröffentlichung: 2. März 2018      |
| 2020 | Frost & Faeries Selbstverlag   | Erstveröffentlichung: 20. November 2020 |
| 2023 | Folk & Pop Selbstverlag        | Erstveröffentlichung: 30. November 2023 |

## Singles

### Als Leadmusikerin
| Jahr | Titel Album                                                    | Anmerkungen                                                             |
| ---- | -------------------------------------------------------------- | ----------------------------------------------------------------------- |
| 2019 | Run Pest & Power                                               | Erstveröffentlichung: 30. August 2019                                   |
| 2019 | Oil Pest & Power                                               | Erstveröffentlichung: 13. September 2019                                |
| 2019 | Grieve No More Frost & Faeries                                 | Erstveröffentlichung: 22. November 2019                                 |
| 2020 | Kalte Winde –                                                  | Erstveröffentlichung: 23. April 2020 als Patty Gurdy’s Circle           |
| 2021 | Bad Habits Folk & Pop                                          | Erstveröffentlichung: 30. Oktober 2021 Original: Ed Sheeran             |
| 2022 | Universe Day & Night Folk & Pop                                | Erstveröffentlichung: 24. Mai 2022                                      |
| 2022 | Piratehog Chant Ikonei Island: An Earthlock Adventure (O.S.T.) | Erstveröffentlichung: 8. Juli 2022 mit Theo Nogueira                    |
| 2022 | Running Up That Hill Folk & Pop                                | Erstveröffentlichung: 15. September 2022 Original: Kate Bush            |
| 2022 | Melodies of Hope Folk & Pop                                    | Erstveröffentlichung: 23. November 2022                                 |
| 2023 | When the Trolls Come Out Folk & Pop                            | Erstveröffentlichung: 28. April 2023 feat. The Snake Charmer            |
| 2024 | Brighter Days Come Tavern                                      | Erstveröffentlichung: 27. September 2024                                |
| 2024 | Find Me Some Pretty Girls Tavern                               | Erstveröffentlichung: 25. Oktober 2024 feat. Adaya & Pernilla Kannapinn |
| 2024 | I Am with You Tavern                                           | Erstveröffentlichung: 22. November 2024 feat. Marko Hietala             |
| 2024 | Peg Leg Silly-Billy Tavern                                     | Erstveröffentlichung: 22. November 2024 feat. Christopher Bowes         |

### Als Gastmusikerin
| Jahr | Titel Album                                       | Anmerkungen |
| ---- | ------------------------------------------------- | --- |
| 2019 | Osternacht –                                      | Erstveröffentlichung: 5. April 2019 ASP feat. Patty Gurdy                                                              |
| 2020 | Kaufmann und Maid Feuer & Flamme (Helden Edition) | Erstveröffentlichung: 13. November 2020 mit dArtagnan, Feuerschwanz, Saltatio Mortis, Sasha, Subway to Sally & Tanzwut |
| 2021 | Farewell Feuer & Flamme                           | Erstveröffentlichung: 8. Januar 2021 dArtagnan feat. Patty Gurdy                                                       |
| 2021 | Für immer und ewig III – Inside Internal Infinity | Erstveröffentlichung: 3. Dezember 2021 Silverlane feat. Patty Gurdy                                                    |
| 2023 | Big Horse –                                       | Erstveröffentlichung: 25. April 2023 Christopher Bowes & His Plate of Beans feat. Patty Gurdy                          |
| 2023 | Manalie –                                         | Erstveröffentlichung: 5. Mai 2023 Elvya feat. Decatrix-Astral, Fourpey, Patty Gurdy & Daphyd Sens                      |
| 2024 | Voyage of the Dead Marauder                       | Erstveröffentlichung: 14. Februar 2024 Alestorm feat. Patty Gurdy                                                      |

## Musikvideos
| Jahr | Titel                                                    | Regie                        |
| ---- | -------------------------------------------------------- | ---------------------------- |
| 2016 | Gurdy’s Green                                            | Oliver Weisskopf             |
| 2017 | The Longing                                              |                              |
| 2018 | Over the Hills and Far Away                              | Markus Felix, Andreas Heller |
| 2019 | Run                                                      |                              |
| 2019 | Oil                                                      |                              |
| 2019 | Luring                                                   |                              |
| 2019 | Grieve No More                                           |                              |
| 2020 | One by One                                               |                              |
| 2020 | Kalte Winde                                              |                              |
| 2020 | Leaves & Lemons                                          |                              |
| 2020 | Kaufmann und Maid                                        | Robin Biesenbach, Simon Volz |
| 2020 | The Yule Fiddler (Christmas Time Is Coming ’round Today) |                              |
| 2020 | Molly Malone                                             |                              |
| 2021 | Farewell                                                 |                              |
| 2021 | Horizon Turns Red                                        |                              |
| 2021 | Bad Habits                                               |                              |
| 2021 | I’ll Fly for You / Lora lie lo                           | Oliver Weisskopf             |
| 2022 | Concrete Cages                                           | Lahav Levi                   |
| 2022 | Universe Night & Day                                     | Patty Gurdy                  |
| 2022 | Piratehog Chant                                          | Oliver Weisskopf             |
| 2022 | Running Up That Hill                                     |                              |
| 2022 | Melodies of Hope                                         | Oliver Weisskopf             |
| 2023 | When the Trolls Come Out                                 | Oliver Weisskopf             |
| 2024 | Voyage of the Dead Marauder                              | Mirko Witzki                 |
| 2024 | Brighter Days Come                                       | Mirko Witzki                 |
| 2024 | Find Me Some Pretty Girls                                | Mirko Witzki                 |
| 2024 | I Am with You                                            | Niek van de Vondervoort      |
| 2024 | Peg Leg Silly-Billy                                      | Sebastian Pielnik            |
| 2025 | Álfarann                                                 | Sebastian Pielnik            |
| 2025 | Rise Up                                                  | Sebastian Pielnik            |

## Promoveröffentlichungen
| Jahr | Titel Album     | Anmerkungen                                                                           |
| ---- | --------------- | ------------------------------------------------------------------------------------- |
| 2016 | Gurdy’s Green – | Erstveröffentlichung: 19. Oktober 2016 Bandcamp-Veröffentlichung                      |
| 2017 | The Longing –   | Erstveröffentlichung: 14. März 2017 Bandcamp-Veröffentlichung; Original: Storm Seeker |

## Sonderveröffentlichungen
| Jahr | Titel Album                                             | Anmerkungen |
| ---- | ------------------------------------------------------- | --- |
| 2020 | Sam’s Tune In Your High Honour                          | Erstveröffentlichung: 21. März 2020 Drowsy Maggie feat. Patty Gurdy                                                                           |
| 2020 | Zombies Ate My Pirate Ship Curse of the Crystal Coconut | Erstveröffentlichung: 29. Mai 2020 Alestorm feat. Patty Gurdy                                                                                 |
| 2020 | Dumb Piece of Rock Transitus                            | Erstveröffentlichung: 25. September 2020 Ayreon feat. Tom Baker, Patty Gurdy & Micheal Mills                                                  |
| 2020 | Talk of the Town Transitus                              | Erstveröffentlichung: 25. September 2020 Ayreon feat. Tom Baker, Cammie Beverly, Patty Gurdy, Tommy Karevik, Paul Manzi & Joost van den Broek |
| 2020 | Concrete Cages Strangers                                | Erstveröffentlichung: 30. Oktober 2020 Scardust feat. Patty Gurdy                                                                             |
| 2020 | Haul Away, Joe 3 Cheers for 30 Years                    | Erstveröffentlichung: 4. Dezember 2020 Fiddler’s Green feat. Patty Gurdy                                                                      |
| 2020 | Drunken Sailor 3 Cheers for 30 Years                    | Erstveröffentlichung: 4. Dezember 2020 Fiddler’s Green feat. Verschiedene Interpreten; Original: Traditional                                  |
| 2021 | Farewell Feuer & Flamme                                 | Erstveröffentlichung: 26. März 2021 dArtagnan feat. Patty Gurdy                                                                               |
| 2021 | Kaufmann und Maid Feuer & Flamme (Helden Edition)       | Erstveröffentlichung: 26. März 2021 mit dArtagnan, Feuerschwanz, Saltatio Mortis, Sasha, Subway to Sally & Tanzwut                            |
| 2021 | Kalte Winde (Live) Eisheilige Nacht: Back to Lindenpark | Erstveröffentlichung: 18. Juni 2021 Subway to Sally feat. Patty Gurdy                                                                         |
| 2021 | Minne (Live) Eisheilige Nacht: Back to Lindenpark       | Erstveröffentlichung: 18. Juni 2021 Subway to Sally feat. Patty Gurdy                                                                         |
| 2021 | Veitstanz (Live) Eisheilige Nacht: Back to Lindenpark   | Erstveröffentlichung: 18. Juni 2021 Subway to Sally feat. Chris Harms, Feuerschwanz, Patty Gurdy, MajorVoice, Saltatio Mortis & Schandmaul    |
| 2021 | Hauptmann und Maid (Live) Die letzte Schlacht           | Erstveröffentlichung: 6. August 2021 Feuerschwanz feat. Patty Gurdy & Saltatio Mortis                                                         |
| 2021 | Farewell (Live) Feuer & Flamme – Live                   | Erstveröffentlichung: 19. November 2021 dArtagnan feat. Patty Gurdy                                                                           |
| 2022 | Für immer und ewig III – Inside Internal Infinity       | Erstveröffentlichung: 28. Januar 2022 Silverlane feat. Patty Gurdy                                                                            |
| 2022 | Wooden Leg (Part III) Seventh Rum of a Seventh Rum      | Erstveröffentlichung: 24. Juni 2022 Alestorm feat. Patty Gurdy, Japanese Folk Metal, Mirai Kawashima & Fernando Rey                           |
| 2024 | Voyage of the Dead Marauder                             | Erstveröffentlichung: 22. März 2024 Alestorm feat. Patty Gurdy                                                                                |
| 2024 | Song of Ice and Fire Warriors                           | Erstveröffentlichung: 3. Mai 2024 Feuerschwanz feat. Patty Gurdy                                                                              |

| Jahr | Titel Soundtrack zu                                   | Anmerkungen                                              |
| ---- | ----------------------------------------------------- | -------------------------------------------------------- |
| 2021 | Grieve No More Carnival Row                           | Erstveröffentlichung: 8. November 2021                   |
| 2021 | Lora lie lo Carnival Row                              | Erstveröffentlichung: 8. November 2021                   |
| 2023 | Piratehog Chant Ikonei Island: An Earthlock Adventure | Erstveröffentlichung: 9. November 2023 mit Theo Nogueira |